# Павлюков Володимир Костянтинович
Володимир Костянтинович Павлюков (1906, місто Луганськ — 13 листопада 1956, місто Москва, тепер Російська Федерація) — радянський діяч, 2-й секретар Московського міського комітету ВКП(б). Депутат Верховної ради СРСР 2-го скликання.

## Біографія
Народився в родині робітника-слюсаря. З юнацьких років працював слюсарем, секретарем комітету комсомолу Луганського паровозобудівного заводу.
Член ВКП(б) з 1924 року.
Закінчив Московський індустріальний технікум.
Після закінчення технікуму — працівник Московського заводу «Калібр».
У 1938—1939 роках — завідувач культурно-просвітницького відділу Московського міського комітету ВКП(б). 
У 1939 році — 1-й секретар Красногвардійського районного комітету ВКП(б) міста Москви.
У 1939 — 12 червня 1945 року — 3-й секретар Московського міського комітету ВКП(б), керівник відділу постачання продовольством Московського міського комітету ВКП(б).
12 червня 1945 — 1946 року — 2-й секретар Московського міського комітету ВКП(б).
Потім — 1-й заступник міністра торгівлі СРСР.
До 13 листопада 1956 року працював директором ремонтно-механічного комбінату Московського міського тресту хлібопечення.
Помер 13 листопада 1956 року в Москві.

## Нагороди
- орден Леніна (22.01.1944)
- орден Трудового Червоного Прапора (24.11.1942)
- медалі